# イー・クラシス
株式会社イー・クラシス（英: E-CLASSIS,Inc）は、インターネット関連事業を展開していた、情報通信業の会社。

## 事業内容
事業者向けポータルサイトの運営を主軸としていた。社名の由来として、創業者の宮下崇俊（みやした たかとし、1973年8月1日 - ）によれば、「『イー』は“eビジネス”、『クラシス』はラテン語で“艦隊”を意味しており、『eビジネスの船を海に何隻も浮かべて世界中を航海する』という思いを込めた」としている。
会社設立当初はインターネット広告事業として「カスタム・クリック」、B2B事業としてビジネスポータルサイト「フィデリ」などを運営していた。その後、成長性が見込めない事業である点、事業領域の広げ過ぎにより人的リソースが不足している点を考慮し、2005年7月に広告事業の大部分を他社へ売却。2010年4月にフィデリを分社化した。楽天との事業提携を手がけたり、中華人民共和国上海市のビジネスコンサルタント業者と合弁企業を設立、中国進出なども行っていた。2010年以降は卸販売サイト構築サービス「らくらく卸」を主軸に運営していたが、この事業も2014年にオークファンに売却している。子会社として株式会社イー・クラシス・コマースがあり、仕入れ管理システム「ドラコ・バイヤーズ」を運営していたが、後に社名を株式会社ドラコ（英: DRACO, Inc.）に変更している。
イー・クラシスの公式サイトは2014年頃より閲覧できなくなり、2017年5月8日には関連会社のイー・クラシス・コミュニケーションズ、イー・クラシス・マーケティング、ドラコと共に東京地方裁判所にて破産手続開始の決定を受けた。負債額はイー・クラシスが約1億5千万円、イー・クラシス・コミュニケーションズが約1億円など、4社合計で約3億円。

## 社員研修
かつて新卒雇用社員の新人研修に於いて、「理不尽合宿」と称して「土嚢マラソン」や「穴掘り競争」などを行わせていた。この研修では順位の振るわなかったチームは夕食無し、風呂無し などのペナルティを課すルールがあり、ブラック企業大賞実行委員会ではこれを「虐待である」として批判していた。

## 歴史
- 2000年3月 - 株式会社イー・クラシスを創業。
- 2000年5月 - 広告サービス「カスタム・クリック」の提供を開始[6]。
- 2002年5月 - ビジネスポータルサイト「フィデリ」の提供を開始[6]。
- 2005年7月 - 「カスタム・クリック」など広告事業を売却[6]。
- 2010年2月 - 卸販売サイト構築サービス「らくらく卸」の提供を開始[4][6]。
- 2010年3月 - 本社を渋谷区笹塚から渋谷区恵比寿へ移転。また減資も実施。
- 2010年4月 - 「フィデリ」事業を別会社化[6]。
- 2011年4月 - 本社を渋谷区道玄坂へ移転。
- 2012年6月 - 本社を渋谷区道玄坂の別のビルへ移転。
- 2014年8月 - 「らくらく卸」事業をオークファンへ売却[9][10]。
- 2017年5月 - 関連会社3社と共に破産手続き開始決定[12]。
- 2018年1月 - 法人格消滅。